# Микулья

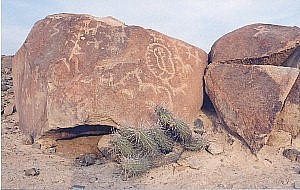
Петроглифы из Сан-Франциско-де-Микулья

Петроглифы из Микулья — наскальные изображения в Сан-Франциско-де-Микулья, Перу, найденные близ поселения Микулья на расстоянии от 8 до 22 км к северо-востоку от города Такна, одноимённого региона страны. Представляют собой петроглифы, высеченные в виде барельефа на обломках скал, находящихся в пустынном ландшафте среди красивых печаных дюн на высоте около 1200 м над уровнем моря по обе стороны реки Palca рядом с местом её впадения в реку Caplina и изображающие борющихся и танцующих людей и охотничьих животных. Датировка петроглифов является спорной, но многие оценивают дату их создания в 1500 лет назад, хотя другие исследователи относят к более широкому периоду времени между 500 годом до н.э. и 1445 годом до н.э.
Большинство петроглифов найдено на 22 километре автодороги Такна—Боливия и занимают площадь в 16 км². Петроглифы из Микулья соответствуют разным историческим этапам: одни из них относятся к периоду до возникновения ведения сельских хозяйств, а другие — когда сельскохозяйственная деятельность уже является очевидной.
Изображения содержат натуралистические, религиозно-магические мотивы и сцены из повседневной жизни. Все рисунки вырезаны в известняке или диоксиде кремния и созданы путём выскабливания или выбиты молотком.
Основным объектом рисунков являются люди, занимающиеся, по-видимому, охотой, держащие шесты, украшенные головными уборами, танцующие, играющие на музыкальных инструментах и почти всегда нарисованные в профиль. Танцоры изображены в движении и всегда в головных уборах, украшенных перьями. Так там присутствуют лодочные вёсла.
Кроме того, имеются сцены с животными, в которых можно узнать перуанского оленя, гуанако, викунью, кошачьих (видимо пуму), лисицу, птиц с раскрытыми крыльями, змей и ящериц. Иногда в рисунках показаны глаза животных. Также есть картинки кактусов, цветов, кукурузных культур, небесных тел, а также содержащие невыясненный мотив. Изображения растений и животных являются эндемичными видами из богатой окружающей местности.